# Ла Корзина (Сијена)
Ла Корзина је насеље у Италији у округу Сијена, региону Тоскана.
Према процени из 2011. у насељу је живело 360 становника. Насеље се налази на надморској висини од 383 м.